# Sebastián Martínez (austriacki piłkarz)
Sebastián Martínez (ur. 4 grudnia 1977 w Wiedniu) – austriacki piłkarz grający na pozycji ofensywnego pomocnika. Posiada także obywatelstwo urugwajskie.

## Kariera klubowa
Martínez urodził się w Wiedniu. Jego ojciec Alberto Ariel Martínez był wówczas zawodnikiem Austrii Wiedeń. Po powrocie rodziny do Urugwaju Sebastián rozpoczął karierę piłkarską w amatorskich klubach National FC de Rocha i Punta del Este CDD. Następnie został zawodnikiem Jefentud FC, a w 1999 roku przeszedł do Nacionalu Montevideo, jednak nie zdołał zadebiutować w pierwszym zespole.
W 2000 roku Martínez wrócił do Austrii i został piłkarzem drugoligowego klubu SV Wörgl. Przez 3 sezony grał w jego barwach w drugiej lidze i w 2003 roku odszedł do pierwszoligowego Rapidu Wiedeń. 16 lipca 2003 zadebiutował w Bundeslidze w wygranym 4:2 domowym spotkaniu z Austrią Kärnten. W 2005 roku wywalczył z Rapidem swój pierwszy w karierze tytuł mistrza Austrii.
Latem 2006 roku Martínez zmienił klub i odszedł z Rapidu do innego pierwszoligowca, SV Ried. W nim po raz pierwszy wystąpił 19 lipca 2006 w przegranym 0:3 domowym meczu z Red Bullem Salzburg. W SV Ried grał przez dwa lata.
W 2008 roku Martínez został piłkarzem SC Wiener Neustadt z drugiej ligi Austrii. 22 sierpnia 2008 zadebiutował w nim w meczu z amatorami Austrii Wiedeń (3:0). W 2009 roku wywalczył ze swoim klubem awans do pierwszej ligi austriackiej.
| Sezon   | Klub               | Kraj    | Rozgrywki  | Mecze | Bramki |
| ------- | ------------------ | ------- | ---------- | ----- | ------ |
| 2000/01 | SV Wörgl           | Austria | Erste Liga | 12    | 7      |
| 2001/02 | SV Wörgl           | Austria | Erste Liga | 34    | 15     |
| 2002/03 | SV Wörgl           | Austria | Erste Liga | 33    | 13     |
| 2003/04 | Rapid Wiedeń       | Austria | Bundesliga | 33    | 2      |
| 2004/05 | Rapid Wiedeń       | Austria | Bundesliga | 35    | 8      |
| 2005/06 | Rapid Wiedeń       | Austria | Bundesliga | 32    | 3      |
| 2006/07 | SV Ried            | Austria | Bundesliga | 34    | 8      |
| 2007/08 | SV Ried            | Austria | Bundesliga | 14    | 0      |
| 2008/09 | SC Wiener Neustadt | Austria | Erste Liga | 23    | 3      |
| 2009/10 | SC Wiener Neustadt | Austria | Bundesliga |       |        |

## Kariera reprezentacyjna
W reprezentacji Austrii Martínez zadebiutował 8 lutego 2005 roku w zremisowanym 1:1 towarzyskim spotkaniu z Cyprem. Swoje drugie i ostatnie spotkanie w kadrze narodowej rozegrał dzień później, z Łotwą (1:1).